# Diecezja Juína
Diecezja Juína (łac. Dioecesis Iuinensis) – diecezja Kościoła rzymskokatolickiego w Brazylii. Należy do metropolii Cuiabá, wchodzi w skład regionu kościelnego Oeste 2. Została erygowana przez papieża Jana Pawła II bullą Ad plenius consulendum w dniu 23 grudnia 1997.